# دوثیدئومیستس

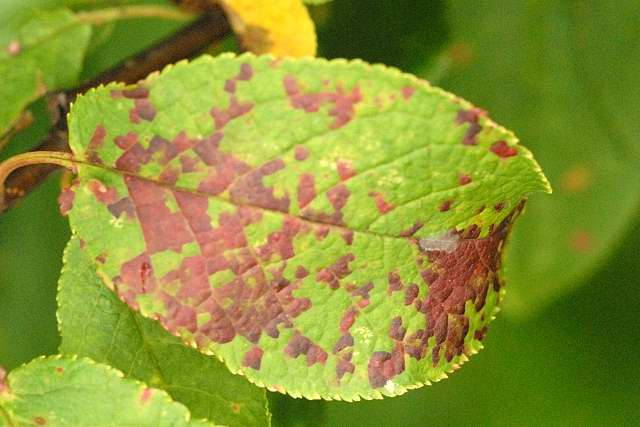
دوثیدئومیستس

دوثیدئومیستس (نام علمی: Dothideomycetes) نام یک رده از زیربخش قارچ‌های فنجانی است.